# Ladislav Holdoš
Ladislav Holdoš (14. května 1911 Ružomberok – 9. září 1988 Bratislava) byl slovenský a československý interbrigadista (účastník španělské občanské války), politik, poslanec Prozatímního Národního shromáždění, Ústavodárného Národního shromáždění a Národního shromáždění ČSR za Komunistickou stranu Slovenska (respektive za KSČ). Později politicky pronásledovaný v 50. letech 20. století, rehabilitovaný v 60. a znovu pronásledovaný v 70. letech.

## Život

### Mládí
Pocházel z rodiny učiteľe (Vlkolínec). Profesí byl bankovním úředníkem. Náboženským vyznáním patřil mezi evangelíky. Před válkou byl bez stranické příslušnosti.
Po vychození obecné školy a dvou tříd obchodní akademie začal pracovat jako bankovní úředník.

### Občanská válka ve Španělsku
Od října 1936 se ve Španělsku účastnil občanské války jako příslušník mezinárodních brigád, nejprve v kulometné rotě praporu Edgar André, s níž bojoval na madridské frontě. Posléze byl převelen ke kulometné rotě praporu Ernst Thälmann, kde byl zraněn a strávil více než měsíc v nemocnici, odkud byl propuštěn koncem března 1937. Pak působil jako vedoucí československé sekce kádrové služby ve středisku interbrigád v Albacete.
Dobrovolně se přihlásil zpět na frontu a v červnu 1937 byl přidělen k protiletadlové baterii Gottwald, nejprve jako obsluha dálkoměru a politický komisař. Později se stal zástupcem velitele baterie
Bohuslava Laštovičky, po jeho odchodu v březnu 1938 se v hodnosti kapitána stal jejím velitelem. V čele baterie stál až do ukončení činnosti mezinárodních brigád na podzim 1938. Během října 1938 předala baterie svou výzbroj španělským jednotkám ve Valencii. Podle dobových propagandistických tiskovin baterie sestřelila celkem 83 nepřátelských letounů, pravděpodobnější je jedenáct prokazatelných sestřelů.
Španělsko opustil Holdoš až na konci občanské války, 28. března 1939, kdy uprchl lodí z Valencie přes Alicante do francouzské severní Afriky. Zde byl internován v uprchlickém táboře u Oranu, později byl přemístěn do tábora v Gurs v jižní Francii.

### Druhá světová válka
V letech 1939–1940 působil jako voják v československé zahraniční armádě ve Francii, poté se angažoval i v protifašistickém odboji v ilegální organizaci MOI. Po zatčení gestapem v roce 1943 byl uvězněn v koncentračním táboře Buchenwald.

### Poválečná kariéra
Po osvobození působil opět v ČSR jako komunistický funkcionář. 8. dubna 1945 byl kooptován do prozatímního Ústředního výboru Komunistické strany Československa. Na konferenci KSS v Žilině v srpnu 1945 byl zvolen členem předsednictva KSS a tajemníkem pro masově-organizační práci. V roce 1948 byl předsedou branné komise KSS a generálním tajemníkem Národní fronty na Slovensku, v roce 1950 se stal členem 10. Sboru pověřenců (pověřenec – předseda Slovenského úřadu pro věci církevní), kde se angažoval v pronásledování církví.
V poválečném období rovněž trvale zasedal v nejvyšším zákonodárném sboru. V letech 1945–1946 byl poslancem Prozatímního Národního shromáždění za KSS. V parlamentu setrval až do parlamentních voleb v roce 1946, pak se stal poslancem Ústavodárného Národního shromáždění. Po volbách do Národního shromáždění roku 1948 se stal poslancem Národního shromáždění. Na postu poslance zůstal do června 1951, kdy rezignoval a nahradila ho Elena Koyšová.
V srpnu 1945 byl delegáty národních výborů zvolen i za poslance Slovenské národní rady. Působil jako místopředseda SNR. Zasedal zde do roku 1946. Pak byl na základě výsledků parlamentních voleb roku 1946 zvolen do Slovenské národní rady opětovně. Byl místopředsedou SNR.
Od ledna 1948 zasedal v komisi českých a slovenských komunistů, na které se řešil návrh nové československé ústavy ve vztahu k úpravě pravomocí slovenských orgánů. Finální zasedání komise se konalo v květnu 1948. Holdoš se ho účastnil, podal několik drobných pozměňovacích návrhů a také neúspěšný zásadní návrh, aby centrální vláda neměla pravomoc zrušit nařízení Sboru pověřenců. Argumentoval tím, že toto mělo svůj smysl před Únorem, ale nyní již to není zapotřebí. Holdošův návrh byl odmítnut. Antonín Zápotocký naopak zdůraznil, že v poúnorových podmínkách již zvláštní postavení Slovenska není potřebné. Výsledkem debaty okolo ústavy tak bylo výrazně oslabení slovenských kompetencí v poúnorovém Československu, ve srovnání s obdobím po roce 1945.

### 50. léta a uvěznění
V dubnu 1950 Holdoš převzal rezort pověřence pro církevní věci, který dosud vedl Gustáv Husák. Husákova politická kariéra ovšem nyní končila v rámci frakčního boje v KSS a obvinění z buržoazního nacionalismu. Paradoxně po několika měsících sám Holdoš následoval Husáka a byl obviněn v politickém procesu se slovenskými komunisty. Už v dubnu 1950 jej nepřímo kritizoval Viliam Široký v projevu před ÚV KSS. Na následném zasedání předsednictva ÚV KSS 29. dubna 1950 čelili někteří funkcionáři okolo Husáka ostré kritice. Holdoš se tomu tentokrát vyhnul, protože jednání opustil předčasně s poukazem na pracovní povinnosti.
V roce 1951 byl zatčen a vyloučen z KSČ. V roce 1953 byl dodatečně zahrnut do vyšetřování v procesu s tzv. buržoazními nacionalisty. Na rozdíl od Husáka, který dlouho trval na své nevině, Holdoš s vyšetřovateli spolupracoval a doznával se k předkládaným obviněním. Prokuratura pak navrhla u Holdoše trest odnětí svobody v délce do 20 let. A v tomto procesu jej v roce 1954 odsoudili na 13 let vězení. Během vyšetřovací vazby byl mučen a podepsal „Vyhlásenie o spolupráci s vyšetrovacími orgánmi“, ve kterém se zavázal „informovat“ o svých spoluvězních. Postupně byl vězněný v Ruzyni, Kolodějích, Bratislavě, na Pankráci a v Jáchymově, kde ručně třídil uranovou rudu. Ve vězení nakonec mučený a nemocný strávil tři roky. V dubnu 1957 byl podmíněně z vězení propuštěn.
Kvůli následkům věznění do smrti kulhal (při nucených dřepech mu praskla šlacha v koleně) a po propuštění se osamocený a nemocný vrátil k bývalé manželce. S tou byl v té době již několik let rozveden.

### 60. – 80. léta: rehabilitace a opětovná persekuce
V roce 1963 byl rehabilitován v rámci činnosti tzv. Barnabitské komise ÚV KSČ a opět získal členství v KSČ. Byl zaměstnán v Historickém ústavu Slovenské akademie věd na oddělení všeobecných dějin až do 15. června 1969. Jeho manželka pracovala jako asistentka na vysoké škole.
Ke dni 1. listopadu 1969 byl jmenován velvyslancem ČSSR na Kubě. Po prověrkách následujících po okupaci Československa byl v srpnu 1970 vyzván k dovolené v ČSSR a opětovně vyloučen z KSČ. Následně mu byl znemožněn návrat na Kubu. Formálně byl z postu velvyslance na Kubě odvolán prezidentem Ludvíkem Svobodou k 31. prosinci 1970. Z Ministerstva zahraničních věcí ČSSR byl propuštěn k 14. květnu 1971 k datu svého odchodu do důchodu (16. května 1971).
Státní bezpečnost ho evidovala na seznamu tzv. nepřátelských osob a sledovala pod krycím jménem „KUBA II“ a „Bohém“ do konce života. Samotný spis, který na něho vedla StB má téměř 1200 stran, přičemž byl pod neustálou operativní kontrolou.

## Rodina
Byl třikrát ženat, z toho dvakrát se stejnou manželkou. Se svou první ženou Margitou Holdošovou roz. Vinařovou se rozvedl v roce 1950 a poté znovu oženil po návratu z vězení v roce 1958. Koncem 60. let podal návrh na rozvod, Margita Holdošová však v době rozvodového řízení v létě 1970 zemřela. Nově se oženil s Vierou Šarlotou Rosinovou roz. Koričanovou (nebo Koritsanovou) na dálku 21. července 1970. Šarlota Holdošová si do manželství přivedla svoji dceru z předchozího manželství.[zdroj?]
Jeho jediná dcera Magdaléna Schurmanová (Madlen) z prvního manželství má syna Tomáše Zechela.[zdroj?]